# Olga Gurievscaia
Olga Gurievscaia (n. 20 iunie 1956, Chișinău, RSS Moldovenească, URSS) este o artistă de balet din Republica Moldova, pedagogă la Teatrul Național de Operă și Balet „Maria Bieșu” din Chișinău.
A absolvit Școala Academică de Coregrafie⁠(d) din Moscova în 1974. A studiat și la Academia de Muzică, Teatru și Arte Plastice, catedra de Coregrafie, din Chișinău (2008).
Imediat după absolvire, a început să activeze la Teatrul de Operă și Balet din Chișinău. Din anul 1995 activează și ca pedagog-repetitor. Dansul său este considerat ca remarcându-se prin virtuozitate și temperament, „fascinând printr-o largă și armonioasă gamă sentimentală”. În 1978, a devenit „prima balerină” a teatrului din Chișinău. A jucat în mai multe balete și opere:
- Quiteria în Don Quijote (Ludwig Minkus)
- Prințesa Aurora în Frumoasa din pădurea adormită (Piotr Ilici Ceaikovski)
- Giselle, Myrtha în Giselle (Adolphe Adam)
- Marie în Spărgătorul de nuci (Ceaikovski)
- Ridichioara în Cipollino⁠(d) (Karen Haciaturian⁠(d))
- Swanilda în Coppélia (Léo Delibes)
- Sylphide în La Sylphide⁠(d) (Herman Severin Løvenskiold⁠(d))
- Odetta, Odillia în Lacul lebedelor (P. Ceaikovski)
- Aegina, Phrygia în Spartacus⁠(d) (Aram Haciaturian)
- Muza în Chopiniana (Frédéric Chopin)
- Julieta în Romeo și Julieta (Serghei Prokofiev)
- Vachanca în Noaptea Walpurgiei⁠(d) (Charles Gounod)
- Ganzatti, Nikia în Baiadera (Minkus)
- Cleopatra în Antoniu și Cleopatra (E. Lazarev)
- Cătălina în Luceafărul (Eugen Doga)
- Regina nopții în La Gioconda (Amilcare Ponchielli)
- Domnișoara în Domnișoara și huliganul (Dmitri Șostakovici)
- Liza în Precauție zădarnică (P. Hertel)
- Floricica în Andrieș (Zlata Tcaci)
- Eva în Facerea lumii (A. Petrov)

A întreprins turnee în România, Ungaria, Bulgaria, Vietnam, Germania, Italia, Spania. În 1995, Olga Gurievscaia devine pedagog-repetitor al soliștilor trupei de balet, educând artiști de balet precum Cristina Terentiev (Maestru în Artă, laureată a concursurilor internaționale), Alexei Terentiev (Artist Emerit), Anastasia Homițcaia, Lina Șeveliova.
A fost onorată cu titlul de Artist Emerit al RSSM în 1983  și cu Medalia „Meritul Civic”.